# 1896年夏季奧林匹克運動會游泳男子1200米自由泳比賽
男子1200米自由泳比賽是1896年夏季奧林匹克運動會游泳比賽四個比賽項目之一，1200米自由泳比賽是游泳比賽最後進行的賽事，共有九名運動員參加比賽，包括獲得第一面游泳金牌得主豪约什·奥尔弗雷德，他最終領先全場其他選手近100公尺，獲得游泳比賽第二面金牌；希臘選手揚尼斯·安德魯以近21分鐘完成賽事。然而其他選手則沒有錄得成績，其中三人選手的名字沒有紀錄。
這是夏季奧運會唯一一次舉辦的1200公尺游泳比賽，1900年奧運會設有1000公尺自由式項目，之後1500公尺自由式在1904年成為標準游泳項目。
比賽形式為游泳者被乘船帶到海灣，然後所有泳將同時游向海岸。

## 賽程
1200公尺自由式是游泳項目的第四場也是最後一個項目。
| 日期          | 時間  | 階段 |
| ------------- | ----- | ---- |
| 1896年4月11日 | 11:00 | 決賽 |

## 賽果
| 排名 | 參加者                 | 国家   | 紀錄    |
| ---- | ---------------------- | ------ | ------- |
| 金牌 | 豪约什·奥尔弗雷德      | 匈牙利 | 18:22.2 |
| 銀牌 | 揚尼斯·安德魯          | 希腊   | 21:03.4 |
| 3–8  | Efstathios Chorafas    | 希腊   | 不詳    |
| 3–8  | N. Katravas            | 希腊   | 不詳    |
| 3–8  | Gardner Williams       | 美国   | 不詳    |
| 3–8  | 三人選手的名字沒有紀錄 | 希腊   | 不詳    |
| —    | 保罗·诺伊曼            | 奥地利 | DNF     |